# اندانسی
اندانسی (به فرانسوی: Andance) یک کمون در فرانسه است که در Canton of Serrières واقع شده‌است.

## خصوصیات
اندانسی ۶٫۵۲ کیلومترمربع مساحت و ۱٬۱۲۶ نفر جمعیت دارد و ۱۲۸ متر بالاتر از سطح دریا واقع شده‌است.